# Gwynne Howell
Pour les articles homonymes, voir Howell.
Gwynne Howell (né le 13 juin 1938 à Gorseinon au pays de Galles) est un chanteur lyrique (basse) gallois de renommée internationale.

## Biographie
Gwynne Howell étudie d'abord au Manchester College of Music avec Gwillyn Jones, puis à Londres avec Otakar Kraus. Il commence à se produire en concert en 1967, notamment dans des oratorios, et débute à l'opéra au Sadler's Wells Theatre en 1968, en Monterone dans Rigoletto. Durant la saison 1969-70, il fait ses premiers pas sur la scène du Royal Opera House de Londres, où il crée l'opéra Taverner de Maxwell Davies en 1972.
Il s'impose rapidement dans un vaste répertoire, notamment les rôles de Verdi, tels Walter, Fiesco, Philippe II, et de Wagner, tels Reinmar, Pogner, Hans Sachs, Gurnemanz, dans lesquels sa haute stature et sa dignité naturelle, ainsi que la richesse de sa voix et la noblesse de son chant font merveille. 
Il s'est aussi illustré en Sarastro, Rocco, Capuleti, Gremin, Timur, Marcel, Boris Godounov, etc.
Il parait également régulièrement au English National Opera et au Festival de Glyndebourne durant les années 1980, et entame une carrière internationale, avec des apparitions au Metropolitan Opera de New York, au San Francisco Opera, au Liceu de Barcelone, au Festival d'Aix-en-Provence, lors des Chorégies d'Orange, etc.

## Source
- Operissimo.com (Biographie en allemand)